# Elliottia pyroliflora
Elliottia pyroliflora (лат.) — вид цветковых растений рода Эллиоттия (Elliottia) семейства Вересковые (Ericaceae).

## Ботаническое описание

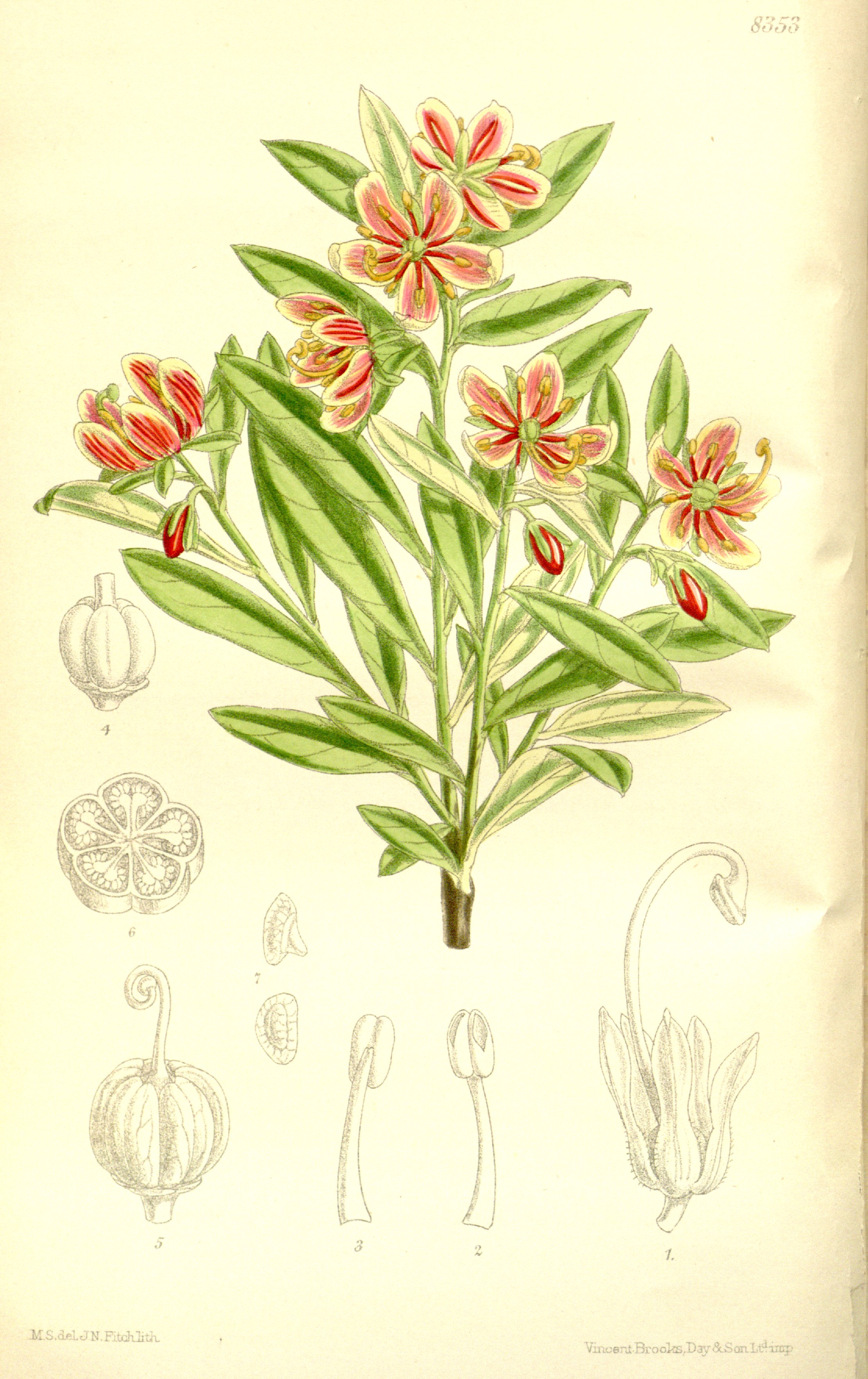
Ботаническая иллюстрация

### Вегетативные органы
Более или менее стелющийся кустарник высотой от 0,5 м до 3 м. Не зимовавшие ещё ветви голые или чуть опушённые, с зелёной или голубовато-зелёной корой. На старых ветвях кора медного цвета, местами оборвана.
Очерёдно или спирально располагающиеся листья находятся на концах ветвей и разделены на черешок длиной 1—4 мм и листовую пластинку. Листовая пластинка простая, длиной 1,5—5 см и 0,6—1,4 см в ширину, от эллиптической до округло-ланцетовидной формы. Край листа гладкий, с двух сторон лист имеет голубовато-зелёный цвет.

### Генеративные органы
Цветение происходит в июне и июле. Соцветия верхушечные, 2—4 см длиной, содержат 1—3 цветка. Прицветники ланцетовидные, 10—15 мм длиной, с гладким концом.
Цветки двуполые, пятичленные, радиально-симметричные, с двойным околоцветником. 5 чашелистиков срастаются в ланцетовидную чашечку 7—10 мм длиной и 2—4 мм шириной, с острым концом. 5 розовых или медных лепестков длиной 10—15 мм, почти эллиптической формы.
Имеется 4 или 5 тычинок. Тычиночные нити гладкие, пыльники 1,7—2 мм длиной. Пестик долговечный, 10—12 мм длиной, может быть отогнут назад.
Плод — гладкая коробочка 5—8 мм длиной, содержит 5—6 семян диаметром 0,5—0,8 мм.

### Генетика
Хромосомный набор 2n = 22.

## Распространение и местообитание
Произрастает на севере и западе Канады и в США. В Канаде имеется разновидность, встречающаяся в Британской Колумбии. В США вид может быть найден в штатах Аляска, Вашингтон и Орегон.
Лучше всего Elliottia pyroliflora произрастает в прохладном, влажном климате с обильными осадками. Растёт в хвойных лесах и смежных районах на высоте от 0 до 2500 м над уровнем моря. Также в этих районах вид распространился по берегам ручьёв и в болотистых местах.

## История
Изначально вид был описан как Cladothamnus pyroliflorus Густавом Петровичем Бонгардом в 1832 году в работе Mémoires de l’Académie Imperiale des Sciences de St.-Pétersbourg. Sixième Série. Sciences Mathématiques, Physiques et Naturelles. В 1978 году он был переименован в Elliottia pyroliflora и включён в род Эллиоттия.

## Синонимика
- Cladothamnus pyroliflorus Bong.
- Leiophyllum pyroliflorum (Bong.) Dippel
- Tolmiea occidentalis Hook.[2]